# 北条勝千代
北条 勝千代（ほうじょう かつちよ）は、安土桃山時代の人物。後北条家の一族。北条氏政の子。

## 生涯
『小田原編年録』所収「北条氏系図」にのみ記載がある。それによると、同年の籠城中に城内で生まれたとされる。
母については後妻の鳳翔院殿と見られてきたが、根拠があるわけではなく、現在のところは不明である。
また、その他の動向も不明である。